# Eugenio Fascetti
Eugenio Fascetti (Viareggio, 23 ottobre 1938) è un ex calciatore e allenatore di calcio italiano, di ruolo centrocampista.

## Carriera

### Giocatore
Da calciatore ha vestito le maglie di formazioni importanti come il Bologna, la Juventus (vincendo lo scudetto nel 1960-1961) e la Lazio, per poi chiudere la carriera da giocatore nella squadra della sua città, il Viareggio.

### Allenatore

Da sinistra: Fascetti allenatore del Varese nella stagione 1981-1982, insieme al presidente Colantuoni e al diesse Marotta.

Da allenatore ha esordito nei primi anni 1970 guidando la Fulgorcavi Latina dalla Prima Categoria alla Serie D. Dopo aver frequentato il Supercorso di Coverciano nel 1977-1978, ha iniziato la sua carriera di allenatore guidando il Varese, club che nel 1979-1980 portò in Serie B, dove ottenne un quarto posto nei tre anni seguenti.
Passato al Lecce nel 1983, ottenne il quarto posto in cadetteria e poi guidò i salentini alla loro prima promozione in Serie A nel 1984-1985. Nell'annata successiva, la prima in massima serie per i salentini, non riesce a salvare la squadra dalla retrocessione lasciando poi la squadra a fine stagione.
Nel 1986 passa alla Lazio, militante in Serie B, conducendo la squadra biancoceleste a una difficoltosa quanto insperata salvezza, ottenuta in un triangolare di spareggio giocato con Taranto e Campobasso, gravata anche da una penalizzazione di 9 punti a causa della vicenda Toto-nero bis. Nella stagione successiva, grazie al terzo posto finale, ottiene la promozione in Serie A.
Non confermato per alcuni contrasti col presidente laziale Calleri, il 6 dicembre 1988 viene nominato nuovo tecnico dell'Avellino, in Serie B che conduce al settimo posto finale. Nell'estate 1989 passa al Torino, in Serie B vincendo poi il campionato a fine stagione. Nell'estate 1990 ritorna in Serie B accettando la panchina del Verona conducendo anche la squadra veronese alla promozione in Serie A. Confermato dai veronesi anche per la stagione successiva nella massima serie, viene esonerato il 17 marzo 1992 a causa dei pessimi risultati ottenuti.
Nell'estate 1993 diventa tecnico della Lucchese, in Serie B concludendo il campionato al decimo posto finale. Confermato anche la stagione successiva, viene esonerato il 1º maggio 1995.
Il 5 dicembre 1995 viene nominato tecnico del Bari, in Serie A, sostituendo l'esonerato Giuseppe Materazzi. Non riesce ad evitare la retrocessione dei galletti in cadetteria ma nella stagione successiva ottiene un immediato ritorno in Serie A grazie al quarto posto finale, risultato insperato in quanto la squadra nel corso della stagione era incappata in diverse difficoltà ed è stata oggetto di forte contestazione da parte della tifoseria.
Nelle annate successive con i galletti colleziona quattro campionati consecutivi in Serie A dalla stagione 1997-1998 alla stagione 2000-2001, lanciando tanti talenti tra cui Antonio Cassano, Simone Perrotta e Gianluca Zambrotta. In particolare si annovera la stagione 1998-1999, conclusa al decimo posto finale, dove la squadra riuscì ad ottenere un piazzamento in Coppa Intertoto poi rinunciata dal presidente Vincenzo Matarrese. Il 2 maggio 2001, con la squadra all'ultimo posto in classifica e a salvezza ormai compromessa, viene esonerato e sostituito dal tecnico della primavera Arcangelo Sciannimanico.
Nell'estate 2001 viene nominato nuovo tecnico del Vicenza, in Serie B, ma viene esonerato dopo 18 partite.
L'11 giugno 2002 viene nominato nuovo tecnico della Fiorentina, neoretrocessa in Serie B, ma l'esperienza sulla panchina dei gigliati si interrompe bruscamente dopo poche settimane a causa del sopraggiunto fallimento e dalla conseguente esclusione dal torneo cadetto della squadra viola. 
Il 25 novembre 2002 viene nominato nuovo tecnico del Como, neopromosso in Serie A, sostituendo l'esonerato Loris Dominissini. Nonostante la retrocessione in Serie B dei lariani, viene confermato anche per la stagione successiva in cadetteria dove però viene esonerato il 21 aprile 2004 con la squadra all'ultimo posto. Con l'esperienza al Como termina la sua carriera da allenatore dopo 32 anni in panchina.
In veste di allenatore ha ottenuto 5 promozioni in Serie A (in ex aequo con Emiliano Mondonico e Nedo Sonetti): con Lecce (1984-1985), Lazio (1987-1988), Torino (1989-1990), Verona (1990-1991), Bari (1996-1997); e una promozione in Serie B con il Varese (1979-1980).

## Dopo il ritiro
Dal 2008 partecipa come opinionista alla trasmissione sportiva 90º minuto Serie B, insieme all'ex calciatore Vincenzo D'Amico, ed è spesso ospite in alcune emittenti private toscane.
È un dichiarato tifoso dell'Inter.

## Statistiche

### Statistiche da allenatore
In grassetto le competizioni vinte.
| Stagione                 | Squadra                  | Campionato               | Campionato | Campionato | Campionato | Campionato | Coppe nazionali | Coppe nazionali | Coppe nazionali | Coppe nazionali | Coppe nazionali | Coppe continentali | Coppe continentali | Coppe continentali | Coppe continentali | Coppe continentali | Altre coppe | Altre coppe | Altre coppe | Altre coppe | Altre coppe | Totale | Totale | Totale | Totale | % Vittorie | Piazzamento       |
| Stagione                 | Squadra                  | Comp                     | G          | V          | N          | P          | Comp            | G               | V               | N               | P               | Comp               | G                  | V                  | N                  | P                  | Comp        | G           | V           | N           | P           | G      | V      | N      | P      | %          | Piazzamento       |
| ------------------------ | ------------------------ | ------------------------ | ---------- | ---------- | ---------- | ---------- | --------------- | --------------- | --------------- | --------------- | --------------- | ------------------ | ------------------ | ------------------ | ------------------ | ------------------ | ----------- | ----------- | ----------- | ----------- | ----------- | ------ | ------ | ------ | ------ | ---------- | ----------------- |
| 1971-1972                | Fulgorcavi Latina        | Prom.                    | 30         | 13         | 9          | 8          | -               | -               | -               | -               | -               | -                  | -                  | -                  | -                  | -                  | -           | -           | -           | -           | -           | 30     | 13     | 9      | 8      | 43,33      | 5º                |
| 1972-1973                | Fulgorcavi Latina        | Prom.                    | 30         | 7          | 13         | 10         | -               | -               | -               | -               | -               | -                  | -                  | -                  | -                  | -                  | -           | -           | -           | -           | -           | 30     | 7      | 13     | 10     | 23,33      | 11º               |
| 1973-1974                | Fulgorcavi Latina        | Prom.                    | 30         | 10         | 11         | 9          | -               | -               | -               | -               | -               | -                  | -                  | -                  | -                  | -                  | -           | -           | -           | -           | -           | 30     | 10     | 11     | 9      | 33,33      | 6º                |
| 1974-1975                | Fulgorcavi Latina        | Prom.                    | 30         | 22         | 5          | 3          | -               | -               | -               | -               | -               | -                  | -                  | -                  | -                  | -                  | -           | -           | -           | -           | -           | 30     | 22     | 5      | 3      | 73,33      | 1º (prom.)        |
| 1975-1976                | Fulgorcavi Latina        | D                        | 34         | 11         | 11         | 12         | -               | -               | -               | -               | -               | -                  | -                  | -                  | -                  | -                  | -           | -           | -           | -           | -           | 34     | 11     | 11     | 12     | 32,35      | 8º                |
| 1976-1977                | Fulgorcavi Latina        | D                        | 34         | 12         | 10         | 12         | -               | -               | -               | -               | -               | -                  | -                  | -                  | -                  | -                  | -           | -           | -           | -           | -           | 34     | 12     | 10     | 12     | 35,29      | 8º                |
| Totale Fulgorcavi Latina | Totale Fulgorcavi Latina | Totale Fulgorcavi Latina | 188        | 75         | 59         | 54         |                 | -               | -               | -               | -               |                    | -                  | -                  | -                  | -                  |             | -           | -           | -           | -           | 188    | 75     | 59     | 54     | 39,89      |                   |
| feb.-giu. 1979           | Varese                   | B                        | 18         | 2          | 5          | 11         | CI              | 0               | 0               | 0               | 0               | -                  | -                  | -                  | -                  | -                  | -           | -           | -           | -           | -           | 18     | 2      | 5      | 11     | 11,11      | Sub., 20º (retr.) |
| 1979-1980                | Varese                   | C1                       | 34         | 16         | 16         | 2          | CI-S            | 10              | 5               | 3               | 2               | -                  | -                  | -                  | -                  | -                  | -           | -           | -           | -           | -           | 44     | 21     | 19     | 4      | 47,73      | 1º (prom.)        |
| 1980-1981                | Varese                   | B                        | 38         | 11         | 12         | 15         | CI              | 4               | 1               | 1               | 2               | -                  | -                  | -                  | -                  | -                  | -           | -           | -           | -           | -           | 42     | 12     | 13     | 17     | 28,57      | 15º               |
| 1981-1982                | Varese                   | B                        | 38         | 15         | 15         | 8          | CI              | 4               | 2               | 1               | 1               | -                  | -                  | -                  | -                  | -                  | -           | -           | -           | -           | -           | 42     | 17     | 16     | 9      | 40,48      | 4º                |
| 1982-mag. 1983           | Varese                   | B                        | 36         | 9          | 18         | 9          | CI              | 7               | 3               | 3               | 1               | -                  | -                  | -                  | -                  | -                  | -           | -           | -           | -           | -           | 43     | 12     | 21     | 10     | 27,91      | Eson.             |
| Totale Varese            | Totale Varese            | Totale Varese            | 164        | 53         | 66         | 45         |                 | 25              | 11              | 8               | 6               |                    | -                  | -                  | -                  | -                  |             | -           | -           | -           | -           | 189    | 64     | 74     | 51     | 33,86      |                   |
| 1983-1984                | Lecce                    | B                        | 38         | 13         | 16         | 9          | CI              | 5               | 0               | 3               | 2               | -                  | -                  | -                  | -                  | -                  | -           | -           | -           | -           | -           | 43     | 13     | 19     | 11     | 30,23      | 4º                |
| 1984-1985                | Lecce                    | B                        | 38         | 16         | 18         | 4          | CI              | 5               | 1               | 1               | 3               | -                  | -                  | -                  | -                  | -                  | -           | -           | -           | -           | -           | 43     | 17     | 19     | 7      | 39,53      | 2º (prom.)        |
| 1985-1986                | Lecce                    | A                        | 30         | 5          | 6          | 19         | CI              | 5               | 2               | 2               | 1               | -                  | -                  | -                  | -                  | -                  | TE          | 3           | 0           | 1           | 2           | 38     | 7      | 9      | 22     | 18,42      | 16º (retr.)       |
| Totale Lecce             | Totale Lecce             | Totale Lecce             | 106        | 34         | 40         | 32         |                 | 15              | 3               | 6               | 6               |                    | -                  | -                  | -                  | -                  |             | 3           | 0           | 1           | 2           | 124    | 37     | 47     | 40     | 29,84      |                   |
| 1986-1987                | Lazio                    | B                        | 38+2       | 14+1       | 14         | 10+1       | CI              | 7               | 2               | 3               | 2               | -                  | -                  | -                  | -                  | -                  | -           | -           | -           | -           | -           | 47     | 17     | 17     | 13     | 36,17      | 16º               |
| 1987-1988                | Lazio                    | B                        | 38         | 15         | 17         | 6          | CI              | 5               | 2               | 2               | 1               | -                  | -                  | -                  | -                  | -                  | -           | -           | -           | -           | -           | 43     | 17     | 19     | 7      | 39,53      | 3º (prom.)        |
| Totale Lazio             | Totale Lazio             | Totale Lazio             | 76+2       | 29+1       | 31         | 16+1       |                 | 12              | 4               | 5               | 3               |                    | -                  | -                  | -                  | -                  |             | -           | -           | -           | -           | 90     | 34     | 36     | 20     | 37,78      |                   |
| dic. 1988-1989           | Avellino                 | B                        | 25         | 6          | 15         | 4          | CI              | 0               | 0               | 0               | 0               | -                  | -                  | -                  | -                  | -                  | -           | -           | -           | -           | -           | 25     | 6      | 15     | 4      | 24,00      | Sub., 7º          |
| 1989-1990                | Torino                   | B                        | 38         | 19         | 15         | 4          | CI              | 1               | 0               | 0               | 1               | -                  | -                  | -                  | -                  | -                  | -           | -           | -           | -           | -           | 39     | 19     | 15     | 5      | 48,72      | 1º (prom.)        |
| 1990-1991                | Verona                   | B                        | 38         | 15         | 15         | 8          | CI              | 4               | 3               | 0               | 1               | -                  | -                  | -                  | -                  | -                  | -           | -           | -           | -           | -           | 42     | 18     | 15     | 9      | 42,86      | 2º (prom.)        |
| 1991-mar. 1992           | Verona                   | A                        | 25         | 6          | 5          | 14         | CI              | 4               | 1               | 2               | 1               | -                  | -                  | -                  | -                  | -                  | -           | -           | -           | -           | -           | 29     | 7      | 7      | 15     | 24,14      | Eson.             |
| Totale Verona            | Totale Verona            | Totale Verona            | 63         | 21         | 20         | 22         |                 | 8               | 4               | 2               | 2               |                    | -                  | -                  | -                  | -                  |             | -           | -           | -           | -           | 71     | 25     | 22     | 24     | 35,21      |                   |
| 1993-1994                | Lucchese                 | B                        | 38         | 8          | 21         | 9          | CI              | 3               | 2               | 0               | 1               | -                  | -                  | -                  | -                  | -                  | -           | -           | -           | -           | -           | 41     | 10     | 21     | 10     | 24,39      | 10º               |
| 1994-mag. 1995           | Lucchese                 | B                        | 32         | 6          | 15         | 11         | CI              | 1               | 0               | 1               | 0               | -                  | -                  | -                  | -                  | -                  | -           | -           | -           | -           | -           | 33     | 6      | 16     | 11     | 18,18      | Eson.             |
| Totale Lucchese          | Totale Lucchese          | Totale Lucchese          | 70         | 14         | 36         | 20         |                 | 4               | 2               | 1               | 1               |                    | -                  | -                  | -                  | -                  |             | -           | -           | -           | -           | 74     | 16     | 37     | 21     | 21,62      |                   |
| dic. 1995-1996           | Bari                     | A                        | 22         | 6          | 6          | 10         | CI              | 0               | 0               | 0               | 0               | -                  | -                  | -                  | -                  | -                  | -           | -           | -           | -           | -           | 22     | 6      | 6      | 10     | 27,27      | Sub., 15º (retr.) |
| 1996-1997                | Bari                     | B                        | 38         | 15         | 17         | 6          | CI              | 3               | 2               | 0               | 1               | -                  | -                  | -                  | -                  | -                  | -           | -           | -           | -           | -           | 41     | 17     | 17     | 7      | 41,46      | 4º (prom.)        |
| 1997-1998                | Bari                     | A                        | 34         | 10         | 8          | 16         | CI              | 6               | 2               | 2               | 2               | -                  | -                  | -                  | -                  | -                  | -           | -           | -           | -           | -           | 40     | 12     | 10     | 18     | 30,00      | 11º               |
| 1998-1999                | Bari                     | A                        | 34         | 9          | 15         | 10         | CI              | 4               | 1               | 1               | 2               | -                  | -                  | -                  | -                  | -                  | -           | -           | -           | -           | -           | 38     | 10     | 16     | 12     | 26,32      | 10º               |
| 1999-2000                | Bari                     | A                        | 34         | 10         | 9          | 15         | CI              | 2               | 0               | 1               | 1               | -                  | -                  | -                  | -                  | -                  | -           | -           | -           | -           | -           | 36     | 10     | 10     | 16     | 27,78      | 14º               |
| 2000-mag. 2001           | Bari                     | A                        | 28         | 5          | 4          | 19         | CI              | 2               | 0               | 1               | 1               | -                  | -                  | -                  | -                  | -                  | -           | -           | -           | -           | -           | 30     | 5      | 5      | 20     | 16,67      | Eson.             |
| Totale Bari              | Totale Bari              | Totale Bari              | 190        | 55         | 59         | 76         |                 | 17              | 5               | 5               | 7               |                    | -                  | -                  | -                  | -                  |             | -           | -           | -           | -           | 207    | 60     | 64     | 83     | 28,99      |                   |
| ago.-dic. 2001           | Vicenza                  | B                        | 18         | 7          | 6          | 5          | CI              | 3               | 1               | 2               | 0               | -                  | -                  | -                  | -                  | -                  | -           | -           | -           | -           | -           | 21     | 8      | 8      | 5      | 38,10      | Eson.             |
| nov. 2002-2003           | Como                     | A                        | 23         | 4          | 8          | 11         | CI              | 0               | 0               | 0               | 0               | -                  | -                  | -                  | -                  | -                  | -           | -           | -           | -           | -           | 23     | 4      | 8      | 11     | 17,39      | Sub., 17º (retr.) |
| 2003-apr. 2004           | Como                     | B                        | 38         | 7          | 11         | 20         | CI              | 3               | 0               | 0               | 3               | -                  | -                  | -                  | -                  | -                  | -           | -           | -           | -           | -           | 41     | 7      | 11     | 23     | 17,07      | Eson.             |
| Totale Como              | Totale Como              | Totale Como              | 61         | 11         | 19         | 31         |                 | 3               | 0               | 0               | 3               |                    | -                  | -                  | -                  | -                  |             | -           | -           | -           | -           | 64     | 11     | 19     | 34     | 17,19      |                   |
| Totale carriera          | Totale carriera          | Totale carriera          | 1001       | 325        | 366        | 310        |                 | 88              | 30              | 29              | 29              |                    | -                  | -                  | -                  | -                  |             | 3           | 0           | 1           | 2           | 1092   | 355    | 396    | 341    | 32,50      |                   |

## Palmarès

### Giocatore
- Campionato italiano: 1

Juventus: 1960-1961
- Campionato italiano di Serie B: 1

Messina: 1962-1963

### Allenatore

#### Club

##### Competizioni regionali
- Promozione Lazio: 1

Fulgorcavi Latina: 1974-1975 (girone B)

##### Competizioni nazionali
- Campionato italiano Serie C: 1

Varese: 1979-1980 (girone A)
- Campionato italiano di Serie B: 1

Torino: 1989-1990

#### Individuale
- Premio speciale del Settore Tecnico della FIGC: 1

2003